# Based on a True Story (série télévisée)
Pour les articles homonymes, voir Based on a True Story.
Based on a True Story est une série télévisée américaine créée par Craig Rosenberg et Jason Bateman et diffusée entre le 8 juin 2023 et le 21 novembre 2024 sur Peacock.
En France, la série est mise en ligne sur Paramount+.

## Synopsis
Ils ont tout ce qu'un couple rêve d'avoir (en plus d'une obsession pour les documentaires criminels).

## Distribution

### Principaux
- Kaley Cuoco (VF : Laura Préjean) : Ava Bartlett[2]
- Chris Messina (VF : Alexis Victor) : Nathan Bartlett
- Tom Bateman (VF : Damien Ferrette) : Matt Pierce
- Liana Liberato (VF : Joséphine Ropion) : Tory Thompson
- Priscilla Quintana (VF : Zina Khakhoulia) : Ruby Gale
- Natalia Dyer (VF : Alexia Papineschi) : Chloe Lake

### Récurrents
- Li Jun Li : Michelle
- Annabelle Dexter-Jones : Serena
- Aisha Alfa (en) : Carolyn
- Alex Alomar Akpobome : Ryan
- June Diane Raphael : la première sœur Lipinski
- Brandon Keener (en) : Paul, le fiancé de Serena
- Miles Mussenden (en) : l'inspecteur Quincy Burrell
- Pierson Fodé : Jamie
- Sebastian Quinn (VF : Alan Aubert-Carlin) : Carlos

### Invités
- Jessica St. Clair : la deuxième sœur Lipinski
- Aaron Staton : Simon, le fiancé de Ruby
- Timm Sharp (en) (VF : Jérémy Bardeau) : Richard, le fiancé de Carolyn
- Lizze Broadway : Dahlia Stone
- Ever Carradine : Melissa Lake, la mère de Chloe
- Claire Holt : la scénariste de télé

 Source et légende : version française (VF) sur RS Doublage

## Production
Le 12 octobre 2023, la série est renouvelée pour une deuxième saison.

## Épisodes

### Première saison (2023)
1. The Great American Art Form
2. BDE
3. Who's Next
4. The Survivor
5. Ted Bundy Bottle Opener
6. Love You, Buzzfeed
7. National Geographic
8. The Universe

### Deuxième saison (2024)
Elle est prévue pour 2024.